# طوارق (رواية)
طوارق هي رواية كتبها الروائي الأسباني ألبرتو باثكث فيكيروا. وتعد روايته الأكثر نجاحا تجاريا، بفضل المبيعات التي قدرت بخمسة ملايين نسخة. وصورت الرواية في عام 1984 م في فيلم طارقي – محارب الصحراء بطولة مارك هارمون.

## ملخص أحداث الرواية
ذات يوم، جاء رجل مسن وفتى إلى خيمة «غزال صياح»، رجل نبيل متمسك بتقاليد الطوارق. كان المسافرون تحت حمايته، لكنه فشل في حمايتهم، إذ أقبل أناس يرتدون بزات عسكرية مغبرة وانتهكوا قانون الضيافة، حيث قتلوا الفتى واختطفوا الرجل المسن وذهبوا به بعيدا. تذكر غزال صياح وصية الطوارق العظيمة: ضيفك تحت حمايتك؛ لذلك كان عليه أن يثأر.

## وصلات خارجية
- الموقع الرسمي لألبرتو باثكث فيكيروا.